# السنجاب الطائر (فلم)
السنجاب الطائر (بالإنجليزية: The Flying Squirrel) هو فيلم رسوم متحركة قصير من إنتاج عام 1954 من بطولة بطوط، صدر عن شركة والت ديزني للإنتاج.

## القصة
يمتلك بطوط عربة لبيع الفول السوداني ويقوم بعرضها في أحد الحدائق. يأتي سنجاب طائر، فيطلب منه بطوط مساعدته في ربط لافتته على شجرة مقابل حبة فول سوداني. لكن بطوط يعطيه حبة تالفة ويرفض إعطاءه واحدة أخرى، مما يدفع السنجاب إلى الدخول في معركة مع بطوط.

## طاقم الأداء الصوتي
- كلارنس ناش كبطوط
- بينتو كولفيج كالسنجاب الطائر

## الإصدار المنزلي
تم إصدار الفيلم القصير في 11 نوفمبر 2008 ضمن مجموعة كنوز والت ديزني: دونالد بالتسلسل، المجلد الرابع: 1951-1

## روابط خارجية
- السنجاب الطائر على موقع IMDb (الإنجليزية)
- السنجاب الطائر على موقع فيلمافينيتي (الإسبانية)
- السنجاب الطائر على موقع قاعدة بيانات الأفلام السويدية (السويدية)
- السنجاب الطائر على موقع قاعدة بيانات الفيلم (الإنجليزية)
- السنجاب الطائر على موقع ليتربوكسد (الإنجليزية)
- السنجاب الطائر على موقع كينوبويسك (الروسية)